# Tarkan (Comic)

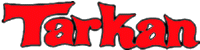
Logo von Tarkan

Tarkan ist die Hauptfigur der gleichnamigen Comicserie von Sezgin Burak.

## Die Entstehung der Figur
Während Burak 1965 in Mailand bei Studio D'Ami arbeitete, erfand er die Figuren El Cougar und Colosso. Während dieser Arbeiten plante er, eine türkische Comicfigur zu zeichnen und begann über die Hunnen nachzulesen, die laut der türkischen offiziellen Geschichtsthese die Urtürken sind, sowie über ihren legendären Führer Attila. In den 1940er Jahren wurden in türkischen Kinderzeitschriften bereits zwei Comicserien über Attila veröffentlicht, die von Şahap Ayhan und Ayhan Erer gezeichnet wurden. Tarkan war eine Figur, die ursprünglich in diesen Serien erschien. Burak hat diese Figur weiterbearbeitet und stellt sie als einen Krieger und Botschafter dar, der im riesigen Hunnenreich mit seinem treuen Wolf die Kommunikation zwischen verschiedenen Völkern vermittelt.

## Veröffentlichung
Die Serie wurde zum ersten Mal am 21. Juli 1967 veröffentlicht und ist in 21 Heften mit insgesamt 15 Abenteuern erschienen. Die Serie wurde auch ins Englische, Französische und Deutsche übersetzt.

## Nebenfiguren
Weitere wichtige Figuren der Serie, neben Tarkan und seinem Wolf, sind Attila, Bige (eine Hunnin), Kulke (ein kleiner Krieger), Tan (der Bruder Tarkans), Altar (der Vater Tarkans), Kostok (der Hauptfeind Tarkans), Goscha (eine wunderschöne und gefährliche Hexe),  Azuk (ein nördlicher Krieger), Ursula (eine Wikingerkriegerprinzessin), Orso der Riese (der Diener von Ursula), Mario (ein Franke), Kombo (ein dunkelhäutiger Gladiator), Evdoksia und Valentinianus (ein römischer Kaiser und seine Frau), Kandilis der Pirat (ein mazedonischer Pirat), Tora der Wikinger (der böse König der Wikinger), Karsen der Kater (ein nördlicher Barbar), Kuzmo (Scharfrichter der Wandalenkönigin), Burta (eine Nomadin), Prinzessin Honoria (die Verlobte von Attila) und Yao-Chang (der böse chinesische König).

## Verfilmung
Tarkan war eine beliebte Figur im türkischen Kino. Der erste Film, der von Tarkan inspiriert wurde, war Tarkan, der Steppenfalke (Bozkırlar Şahini Tark-Han, 1968, Mehmet Aslan).
Ab 1969 wurde eine Serie der Filme gedreht, deren Drehbücher von Burak verfasst wurden:
- Tarkan – Der Monsterturm (Tarkan, Canavarlı Kule, 1969, Regie: Cavit Yürüklü)
- Tarkan – Das Schwert von Mars (Tarkan, Mars’ın Kılıcı, 1969, Regie: Tunç Başaran)
- Tarkan gegen Dschamoka (Tarkan Camoka’ya Karşı, 1969, Regie: T. Fikret Uçak)
- Tarkan – Der silberne Sattel (Tarkan, Gümüş Eyer, 1970, Regie: Mehmet Aslan)
- Tarkan – Wikingerblut (Tarkan, Viking Kanı, 1971, Regie: Mehmet Aslan)
- Tarkan – Das goldene Medaillon (Tarkan, Altın Madalyon, 1972, Regie: Mehmet Aslan)
- Tarkan – Der kräftige Held (Tarkan, Güçlü Kahraman, 1972, Regie: Mehmet Aslan)
- Tarkan – Der kräftige Held gegen den armlosen Helden (Tarkan Güçlü Kahraman Kolsuz Kahramana Karşı, 1973, Regie: Mehmet Aslan)

In den meisten Tarkan-Verfilmungen spielte Kartal Tibet die Rolle des Tarkan.